# 火宫殿庙会
火宫殿庙会是湖南省长沙市人民为了纪念火神祝融在火宫殿形成的庙会。

## 沿革
清朝乾隆十二年（1747年）农历六月二十三日，火神庙在今长沙市坡子街建成，此后这一天被定作火神祝融的生日，每年这一天，地方官员都会出资筹办隆重的祭祀仪式，地方商会也会参加，祭祀后，人们抬着火神雕像绕城游行。
2008年，火宫殿庙会被公布列入第二批国家级非物质文化遗产。